# Vitor Miranda
Vitor Miranda (Joinville, 10 de março de 1979) é um lutador brasileiro de artes marciais mistas que compete na divisão dos pesos médios do UFC. Vitor é um dos finalistas do The Ultimate Fighter: Brasil 3 no Peso Pesado.

## Biografia e carreira no kickboxing
Enquanto crescia, Vitor mostrou interesse em artes marciais, mas não começou a treinar antes de fazer 21 anos, quando um amigo o apresentou o Muay Thai. Após apenas dois anos praticando e trabalhando como funcionário numa locadora em parte do tempo, Vitor se tornou profissional em 2001. Ele fez sua estréia no K-1 em 2003, largou seu trabalho para se tornar um lutador em tempo integral.
A primeira luta de Vitor no K-1 foi em 23 de Fevereiro de 2003 no K-1 Brazil GP. Ele perdeu a luta contra Carlos de Lima por decisão unânime. Em 22 de Outubro de 2005, ele entrou no torneio K-1 Heavyweight Factory em São Paulo e conseguiu o primeiro sucesso em sua jovem carreira ao ganhar o Grand Prix com três nocautes seguidos sobre Nelson Vargas, Lucio Silva e Asmir Burgic.
Após dois anos lutando em pequenos eventos no Brasil, ele foi selecionado para participar de um das eliminatórias regionais para os torneios do K-1, em 2 de Novembro de 2007 em Istanbul, Turquia. Nas quartas de final, Vitor foi colocado para enfrentar o favorito dos fãs locais Erhan Deniz. Ele venceu a difícil luta por decisão majoritária, e também as outras duas lutas na noite e foi declarado o campeão do K-1 da Turquia. A vitória o qualificou para o GP de Eliminação Europeu do K-1 acontecido em 9 de Fevereiro de 2008 em Budapest, Hungria.
Ele derrotou Tsotne Rogava por decisão unânime no primeiro round da Tantneft Cup de 2013 no 23 de Fevereiro de 2013.

## Carreira no MMA
Vitor se tornou profissional no MMA em 2003, sua estréia foi contra Rivanildo Riva em um evento do K-1. Após a primeira luta, Vitor só voltou a lutar MMA em 2007, e a partir disso se tornou ativo na modalidade.
No circuito nacional, Vitor enfrentou lutadores como o agora veterano do UFC Fábio Maldonado duas vezes (as duas com derrota) e o ex-Strikeforce e atual lutador do UFC Guto Inocente (também com derrota).

### The Ultimate Fighter
Em 26 de fevereiro de 2014, foi anunciado que Vitor Miranda participaria do reality show do UFC, The Ultimate Fighter: Brasil 3. Na luta para garantir uma vaga na casa, Vitor derrotou Bruno Silva por nocaute com um chute na cabeça no segundo round. Vitor foi a segunda escolha (quarta no total) da Equipe Sonnen nos pesados.
Nas quartas de final, Vitor enfrentou Antônio Branjão, seu companheiro de treino fora da casa. Ele venceu por nocaute técnico no primeiro round.
Na semifinal do evento, Vitor enfrentou o amigo Rick Monstro. Vitor venceu por nocaute técnico no segundo round e fará a final contra Antonio Carlos Jr. em 31 de maio de 2014 no UFC Fight Night: Miocic vs. Maldonado.

### Ultimate Fighting Championship
A final aconteceu em 31 de maio de 2014 no UFC Fight Night: Miocic vs. Maldonado pelo título de campeão do TUF Brasil 3 no Peso Pesado. Vitor perdeu a luta por decisão unânime.
Ele enfrentou Jake Collier em 20 de dezembro de 2014 no UFC Fight Night: Machida vs. Dollaway, na sua luta de estréia no peso médio. Após quase ser finalizado, Vitor conseguiu a virada abrindo sequência com um belo chute na cabeça e finalizando o adversário com socos no fim do primeiro round.
Ele era esperado para enfrentar Nick Catone em 18 de abril de 2015 no UFC on Fox: Machida vs. Rockhold. No entanto, uma lesão tirou Catone da luta e o fez se aposentar. Miranda lesionou sua costela dias depois e também saiu do card.
Miranda enfrentou Clint Hester em 1 de Agosto de 2015 no UFC 190 e o venceu por nocaute técnico no segundo round.

## Títulos
- Campeão Turco do K-1 de 2007
- Campeão do Grand Prix do K-1 Brasil de 2005
- Finalista do K-1 do Brasil Challenge de 2004
- Campeão do Storm Muay Thai Brasil de 2003
- Campeão Sul brasileiro de Muay Thai de 2003
- Campeão Catarinense de Muay Thai de 2002
- Campeão Catarinense de Muay Thai de 2002

## Cartel no Kickboxing
| 24 Vitórias (18 (T)KO's, 4 Decisões), 8 Derrotas |           |                         |                                                                              |                                        |       |       |
| Data                                             | Resultado | Oponente                | Evento                                                                       | Método                                 | Round | Tempo |
| 27/04/2013                                       | Derrota   | Mikhail Tyuterev        | Tatneft Arena World Cup 2013 1/2 final (+91 kg), Kazan, Russia               | Decisão                                | 4     | 3:00  |
| 27/04/2013                                       | Vitória   | Jantje Siersema         | Tatneft Arena World Cup 2013 2nd selection 1/4 final (+91 kg), Kazan, Russia | Decisão (unânime)                      | 4     | 3:00  |
| 23/02/2013                                       | Vitória   | Tsotne Rogava           | Tatneft Arena World Cup 2013 4th selection 1/8 final (+91 kg), Kazan, Russia | Decisão (unânime)                      | 4     | 3:00  |
| 06/11/2009                                       | Derrota   | Thiago de Jesus Beowulf | Arena Brazil II, São Paulo, Brasil                                           | Decisão (dividida)                     | 5     | 3:00  |
| 30/05/2009                                       | Vitória   | Marco Rogério           | V Desafio Profissional de Muay Thai, Pacaembu, Brasil                        | Nocaute                                | 2     |       |
| 17/05/2008                                       | Derrota   | Dzevad Poturak          | K-1 Fighting Network Austria 2008, Áustria                                   | Decisão                                | 3     | 3:00  |
| 09/02/2008                                       | Derrota   | Zabit Samedov           | K-1 World GP 2008 in Budapest, Hungria                                       | Decisão                                | 3     | 3:00  |
| 02/11/2007                                       | Vitória   | Karl Glyschinsky        | K-1 Fighting Network Turkey 2007                                             | TKO (interrupção médica)               | 1     | 3:00  |
| 02/11/2007                                       | Vitória   | Dzevad Poturak          | K-1 Fighting Network Turkey 2007                                             | Nocaute                                | 3     | 2:45  |
| 02/11/2007                                       | Vitória   | Erhan Deniz             | K-1 Fighting Network Turkey 2007                                             | Decisão (majoritária)                  | 3     | 3:00  |
| 07/07/2007                                       | Vitória   | Guto Inocente           | Shooto Brazil 3, Rio de Janeiro, Brasil                                      | Decisão                                | 5     | 3:00  |
| 14/04/2007                                       | Vitória   | Guigao                  | Demolition V, São Paulo, Brasil                                              | Nocaute (cruzado de esquerda no corpo) | 1     | 0:50  |
| 24/03/2007                                       | Vitória   | Ronaldo Leite           | Shooto Brazil 2, Rio de Janeiro, Brasil                                      | Nocaute                                | 3     | 4:17  |
| 10/03/2007                                       | Vitória   | Eduardo Maiorino        | Floripa Fight 3, Florianópolis, Brasil                                       | Nocaute (cruzado de direita)           | 1     | 3:00  |
| 17/12/2006                                       | Vitória   | Dany Marhold            | Jungle Fight 7, Ljubliana, Eslovênia                                         | Nocaute (chute de esquerda)            | 1     | 2:15  |
| 23/09/2006                                       | Vitória   | Eduardo Maiorino        | Demolition IV, São Paulo, Brasil                                             | Nocaute (chute de esquerda)            | 2     | 1:16  |
| 25/02/2006                                       | Vitória   | Cleber Adao             | K-1 Rules Heavyweight Factory GP II, São Paulo, Brasil                       | Nocaute (soco de esquerda no corpo)    | 2     | 1:43  |
| 22/10/2005                                       | Vitória   | Asmir Burgic            | K-1 Brazil Grand Prix 2005 in São Paulo, Brasil                              | Nocaute (Left body hook)               | 2     | 2:38  |
| 22/10/2005                                       | Vitória   | Lucio de Freitas Silva  | K-1 Brazil Grand Prix 2005 in São Paulo, Brasil                              | Nocaute                                |       |       |
| 22/10/2005                                       | Vitória   | Nelson Vargas           | K-1 Brazil Grand Prix 2005 in São Paulo, Brasil                              | Nocaute (socos)                        | 1     | 1:54  |
| 30/10/2004                                       | Derrota   | Eduardo Maiorino        | K-1 Brazil 2004 Challenge, Goiânia, Brasil                                   | Decisão (unânime)                      | 3     | 3:00  |
| 30/10/2004                                       | Vitória   | Dimirty Wanderlei       | K-1 Brazil 2004 Challenge, Goiânia, Brasil                                   | Nocaute                                | 3     | 2:39  |
| 30/10/2004                                       | Vitória   | Flavio da Costa         | K-1 Brazil 2004 Challenge, Goiânia, Brasil                                   | Nocaute                                | 1     | 1:15  |
| 26/06/2004                                       | Vitória   | Great Kusatsu           | K-1 Beast 2004 in Shizuoka, Japão                                            | Decisão (unânime)                      | 3     | 3:00  |
| 13/09/2003                                       | Derrota   | Assuerio Silva          | Stomp GP, Florianópoils, Brasil                                              | Decisão                                | 5     | 3:00  |
| 23/02/2003                                       | Derrota   | Jefferson Silva         | K-1 World Grand Prix 2003 Preliminary Brazil, Brasil                         | Nocaute                                | 2     | 2:01  |
| 23/02/2003                                       | Derrota   | Carlos Lima             | K-1 World Grand Prix 2003 Preliminary Brazil, Brasil                         | Decisão (unânime)                      | 3     | 3:00  |

## Cartel no MMA
| Cartel no MMA   |             |            |
| 19 lutas        | 12 vitórias | 7 derrotas |
| Por nocaute     | 9           | 0          |
| Por finalização | 2           | 1          |
| Por decisão     | 1           | 6          |

| Res.    | Cartel | Oponente           | Método                                          | Evento                                 | Data       | Round | Tempo | Local              | Notas                                         |
| ------- | ------ | ------------------ | ----------------------------------------------- | -------------------------------------- | ---------- | ----- | ----- | ------------------ | --------------------------------------------- |
| Derrota | 12-7   | Abu Azaitar        | Decisão (unânime)                               | UFC Fight Night: Shogun vs. Smith      | 22/07/2018 | 3     | 5:00  | Hamburgo           |                                               |
| Derrota | 12-6   | Marvin Vettori     | Decisão (unânime)                               | UFC Fight Night: Chiesa vs. Lee        | 25/06/2017 | 3     | 5:00  | Cidade de Oklahoma |                                               |
| Derrota | 12-5   | Chris Camozzi      | Decisão (unânime)                               | UFC Fight Night: Almeida vs. Garbrandt | 29/05/2016 | 3     | 5:00  | Las Vegas, Nevada  |                                               |
| Vitória | 12-4   | Marcelo Guimarães  | Nocaute Técnico (Cotoveladas e Chute na Cabeça) | UFC 196: McGregor vs. Diaz             | 05/03/2016 | 2     | 1:09  | Las Vegas, Nevada  |                                               |
| Vitória | 11-4   | Clint Hester       | Nocaute Técnico (cotoveladas)                   | UFC 190: Rousey vs. Correia            | 01/08/2015 | 2     | 2:38  | Rio de Janeiro     |                                               |
| Vitória | 10-4   | Jake Collier       | Nocaute (chute na cabeça e socos)               | UFC Fight Night: Machida vs. Dollaway  | 20/12/2014 | 1     | 4:59  | Barueri            | Estréia nos Peso Médios.Performance da Noite. |
| Derrota | 9-4    | Antônio Carlos Jr. | Decisão (unânime)                               | UFC Fight Night: Miocic vs. Maldonado  | 31/05/2014 | 3     | 5:00  | São Paulo          | Final do TUF Brasil 3 no Peso Pesado.         |
| Vitória | 9–3    | João Paulo Pereira | Nocaute Técnico (joelhadas e socos)             | Nitrix Champion Fight 15               | 10/08/2013 | 1     | 0:38  | Joinville          |                                               |
| Vitória | 8–3    | Elton Rodrigues    | Finalização (triângulo de braço)                | Mestre do Combate                      | 22/11/2012 | 1     | 4:23  | Rio de Janeiro     |                                               |
| Vitória | 7–3    | Eli Reger          | Nocaute Técnico (socos)                         | Nitrix Champion Fight 11               | 05/05/2012 | 1     | 3:32  | Joinville          |                                               |
| Vitória | 6–3    | Marcelo Cruz       | Finalização (mata leão)                         | Top Fight Brasil                       | 31/03/2012 | 1     | N/A   | Goiânia            |                                               |
| Derrota | 5–3    | Guto Inocente      | Finalização (socos)                             | Shooto Brasil 17                       | 06/08/2010 | 2     | 1:43  | Rio de Janeiro     |                                               |
| Vitória | 5–2    | Cassio Drummond    | Nocaute Técnico (desistência)                   | Bitetti Combat 7                       | 28/05/2010 | 1     | 5:00  | Rio de Janeiro     |                                               |
| Derrota | 4–2    | Fábio Maldonado    | Decisão (unânime)                               | Bitetti Combat MMA 4                   | 12/09/2009 | 3     | 5:00  | Rio de Janeiro     |                                               |
| Vitória | 4–1    | Renato Matos       | Nocaute Técnico (joelhada)                      | Shooto Brasil 11                       | 24/03/2009 | 1     | 0:15  | Rio de Janeiro     |                                               |
| Vitória | 3–1    | Gustavo Moia       | Nocaute (joelhada)                              | Shooto Brasil 9                        | 29/11/2008 | 1     | N/A   | Fortaleza          |                                               |
| Vitória | 2–1    | Sidney da Silva    | Nocaute (chute na cabeça)                       | Shooto Brasil 8                        | 30/08/2008 | 2     | 0:45  | Rio de Janeiro     |                                               |
| Derrota | 1–1    | Fábio Maldonado    | Decisão                                         | Mo Team League 2                       | 29/09/2007 | 3     | 5:00  | Brasil             |                                               |
| Vitória | 1–0    | Rivanildo Riva     | Decisão (unânime)                               | K-1 MMA in Brazil                      | 27/11/2003 | 3     | 3:00  | Curitiba           |                                               |